# Tipula (Yamatotipula) continentalis
Tipula (Yamatotipula) continentalis is een tweevleugelige uit de familie langpootmuggen (Tipulidae). De soort komt voor in het Nearctisch gebied.